# Michel Pintz

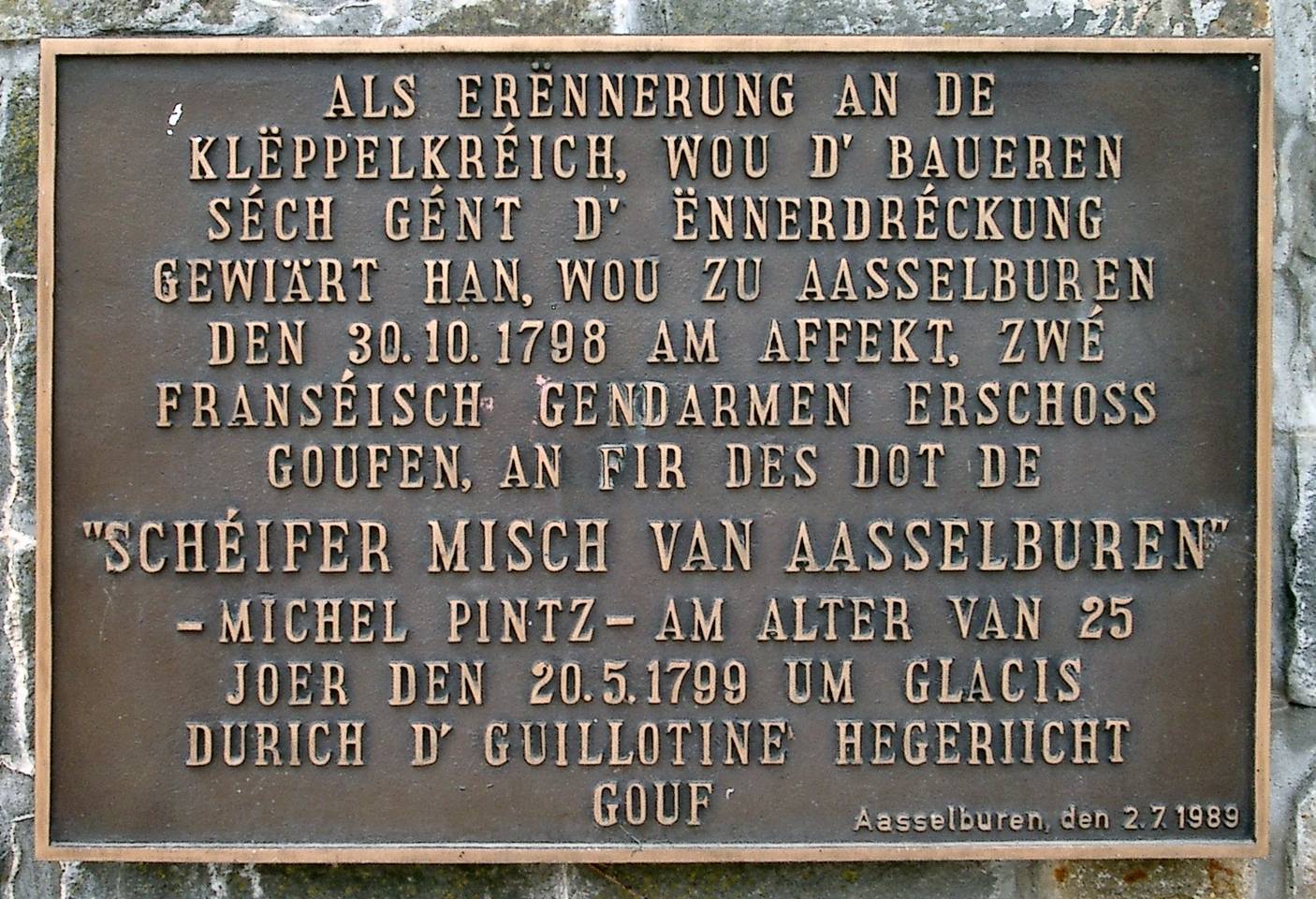
Tablica upamiętniająca Pintza w mieście Aasselbuer

Michel Pintz (ur. 1774  – zm. 20 maja 1799) – luksemburski bohater ludowy, uczestnik wojny chłopskiej z 1798.
By ocalić głowy kilku ojców rodzin podczas sądu po upadku powstania wziął na siebie winę za śmierć kilku francuskich żandarmów. Został stracony przez zgilotynowanie 20 maja 1799. Była to ostatnia egzekucja na luksemburskich powstańcach.
Jego postać oprócz legend upamiętnia też znaczek pocztowy luksemburskiej poczty, wydany w 1979.